# Norawank
Norawank – klasztor ormiański z XIII wieku, położony w wąwozie rzeki Arpa, w pobliżu wsi Amaghu, w prowincji Wajoc Dzor w Armenii. W XIII–XIV w. siedziba biskupów Sjuniku.

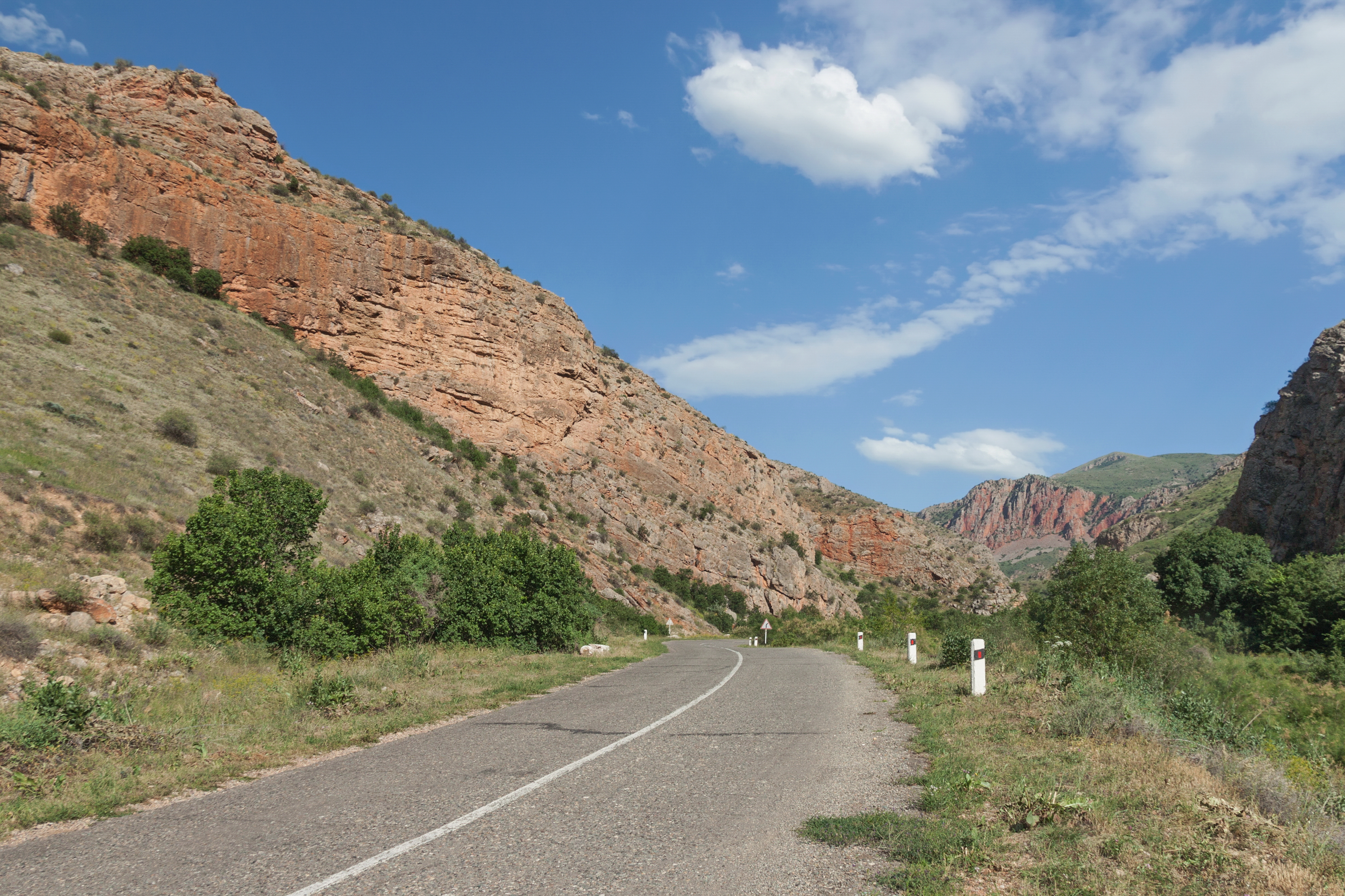
Droga w kierunku klasztoru
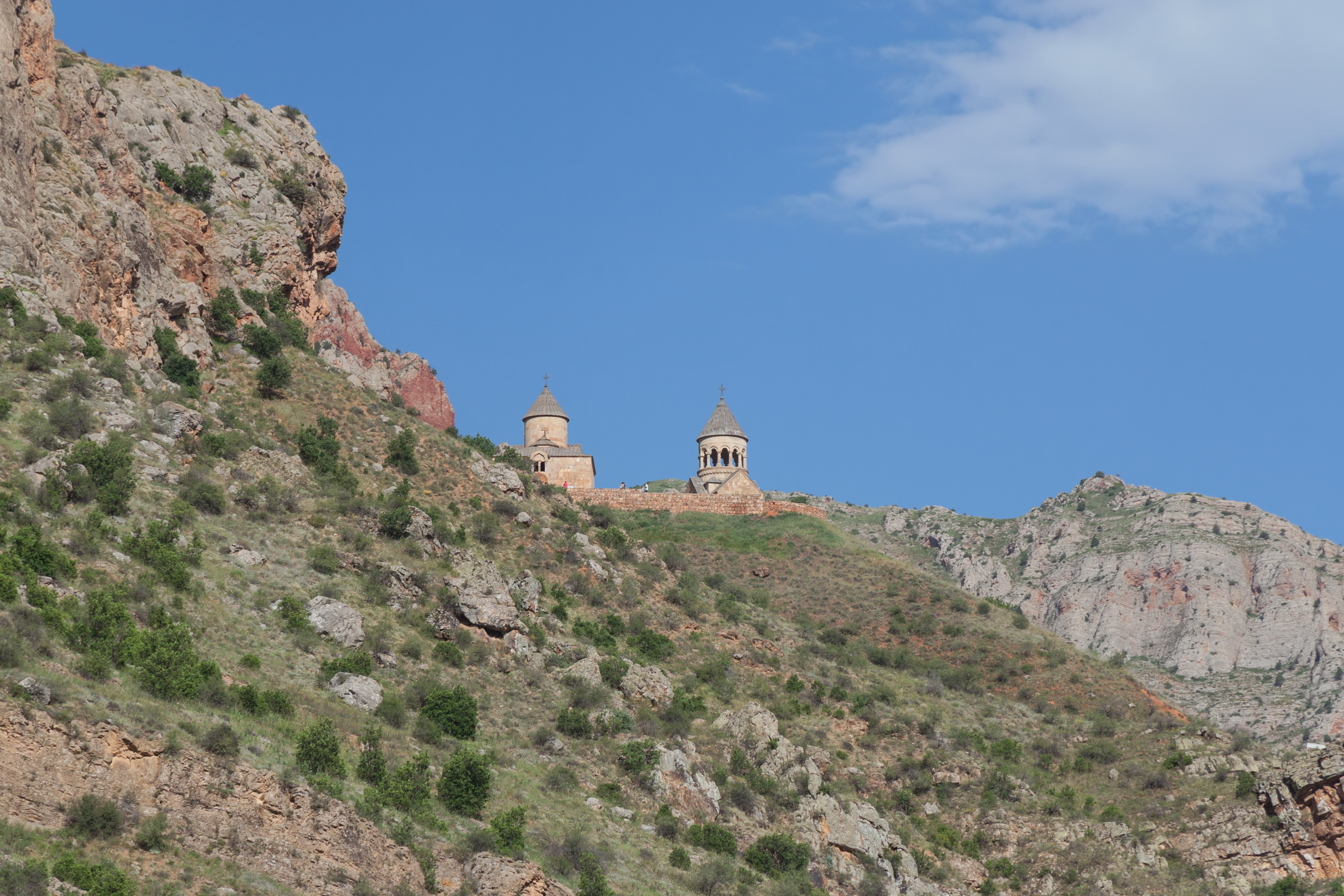
Widok na klasztor
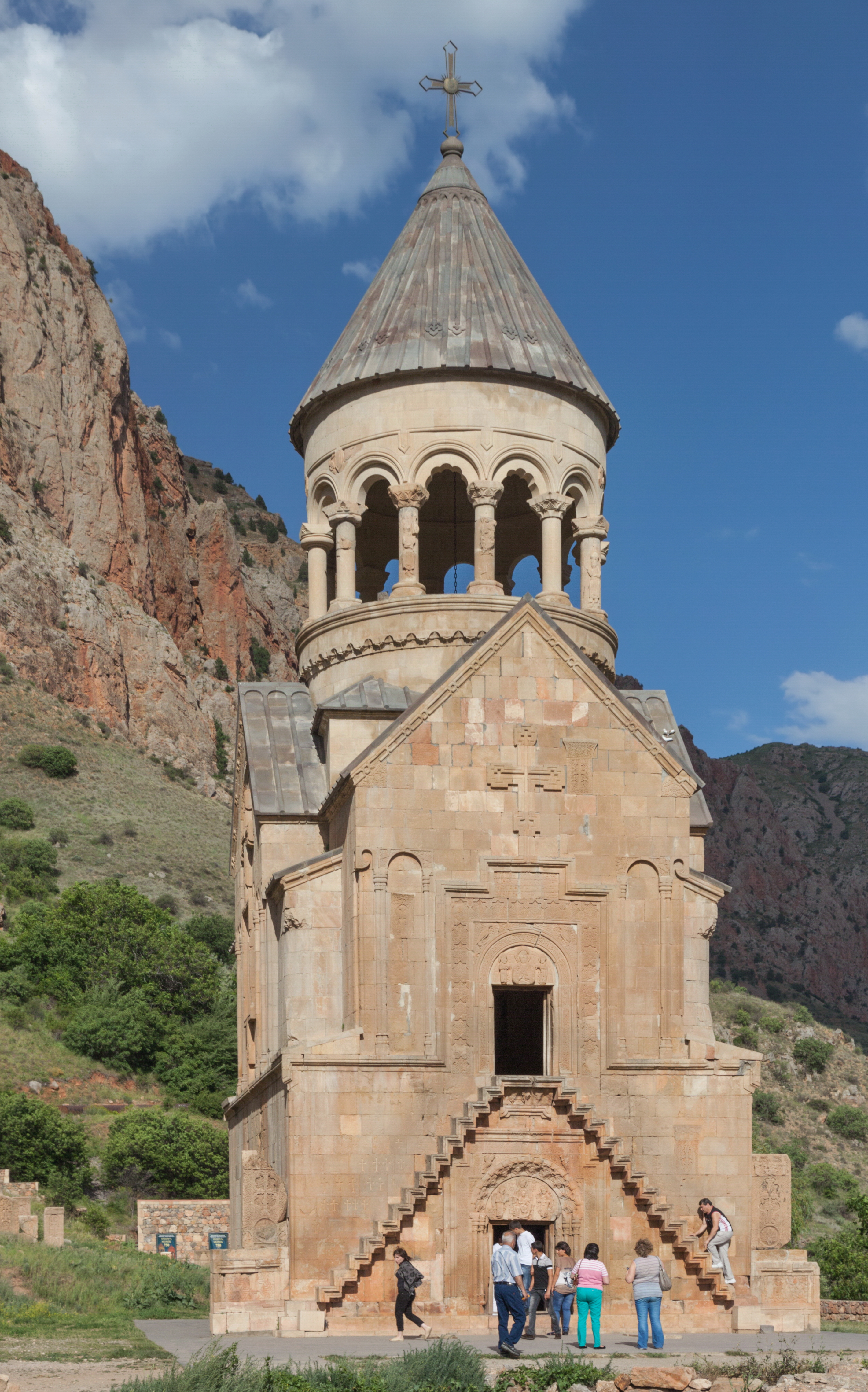
Kościół Matki Boskiej (Surp Astwacacin)
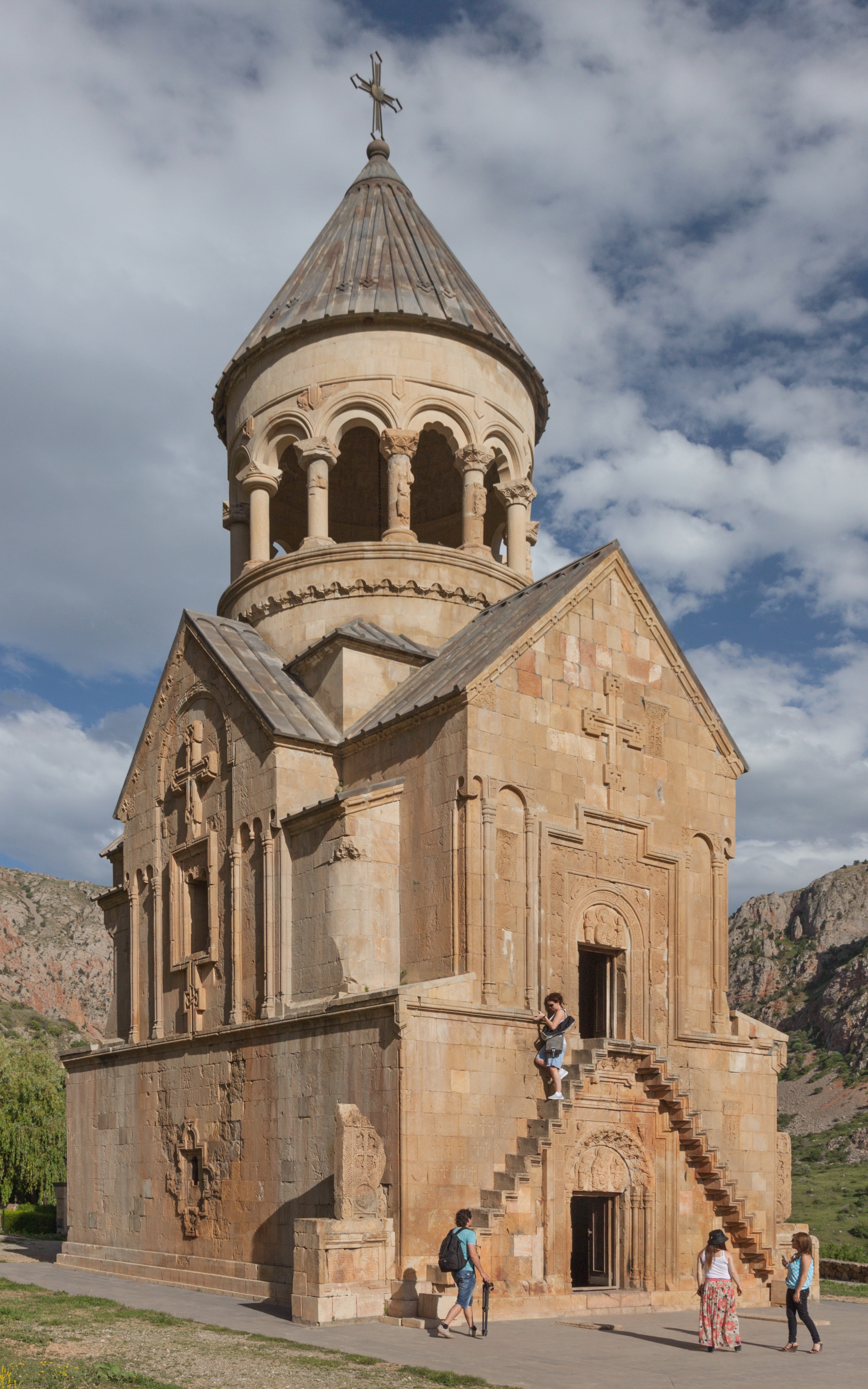
Kościół Matki Boskiej (Surp Astwacacin)
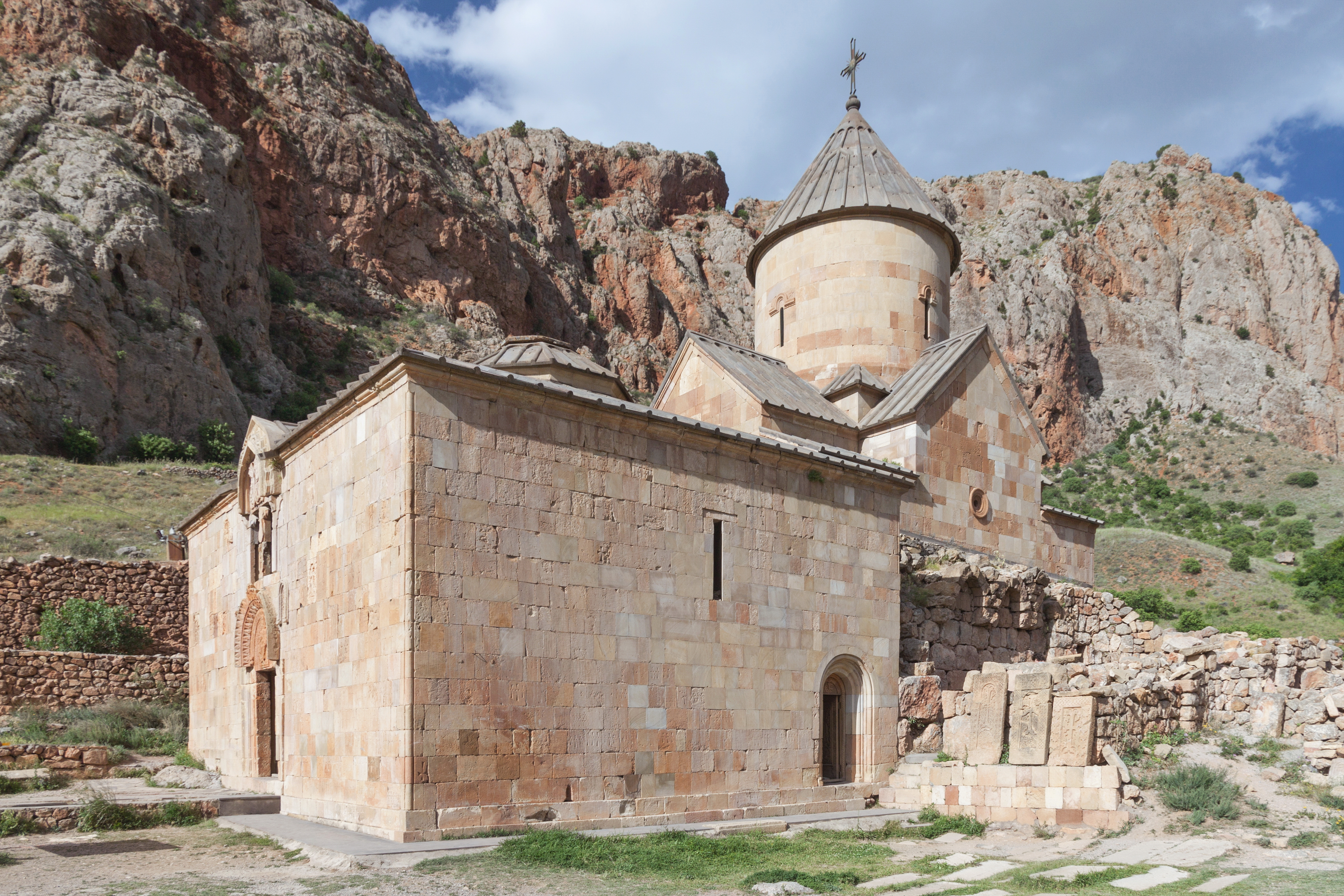
Kościół św. Jana Chrzciciela (Surp Karapet)
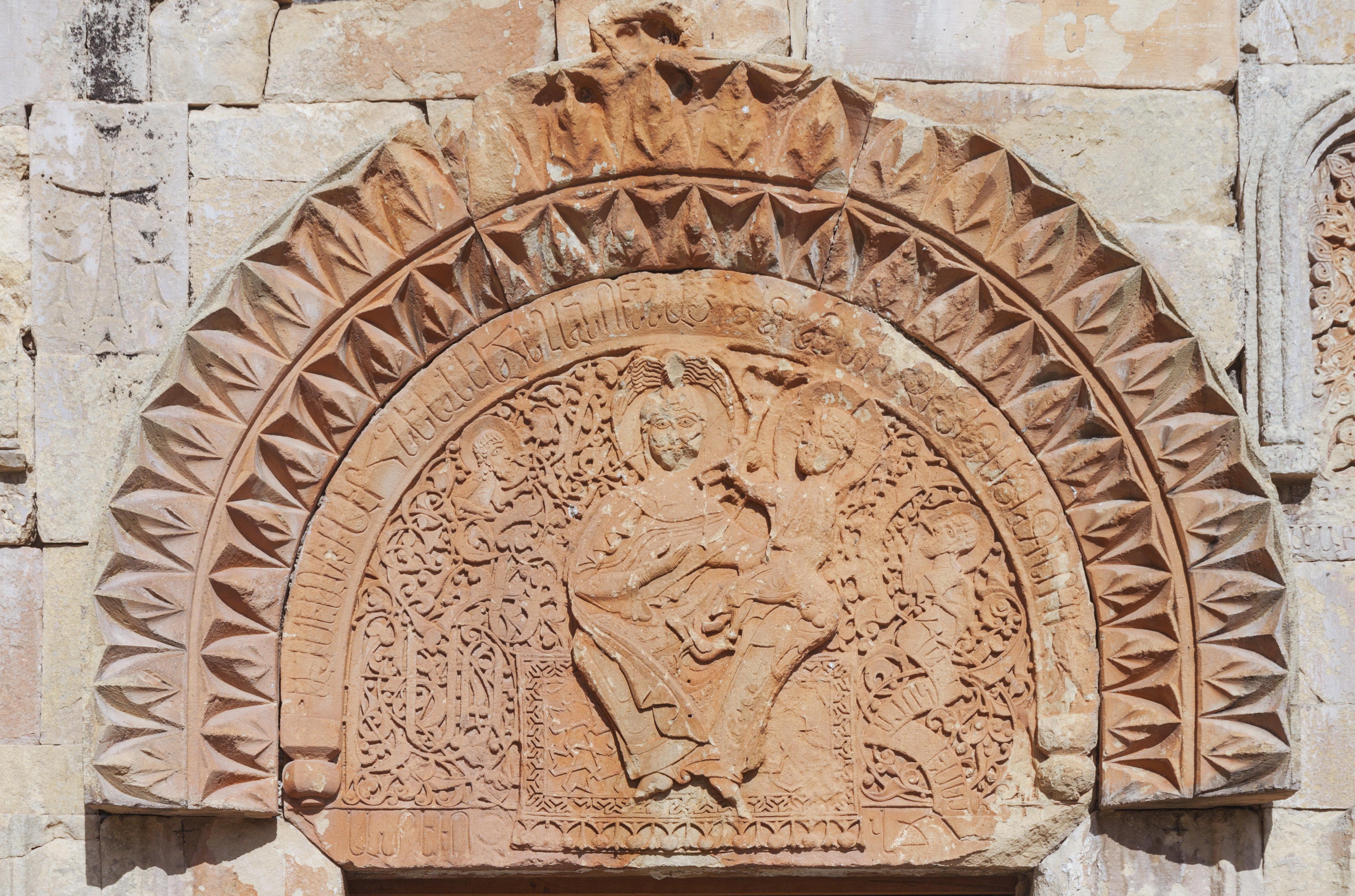
Płaskorzeźba Matki Boskiej z Dzieciątkiem. Kościół św. Jana Chrzciciela (Surp Karapet)
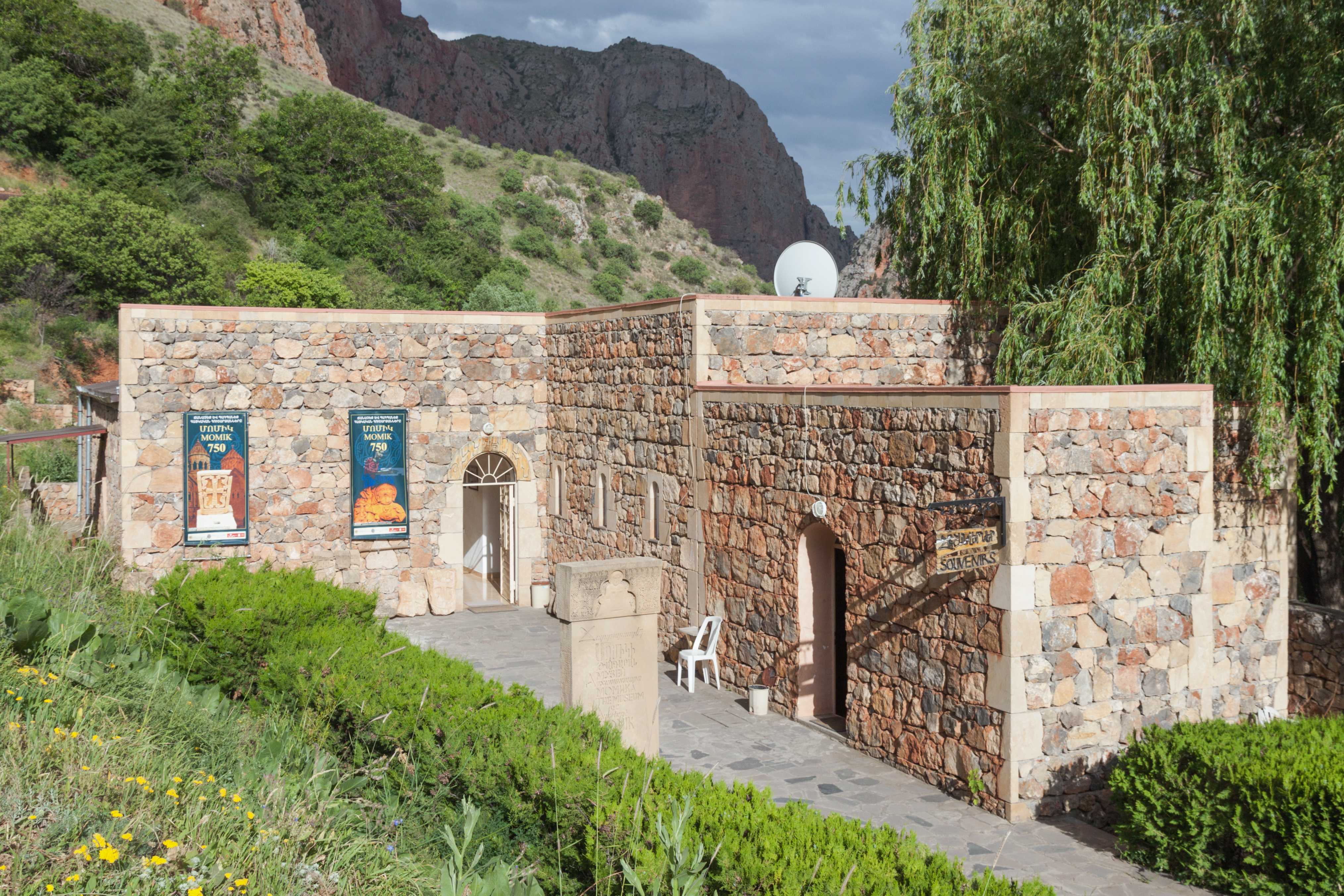
Budynek muzeum
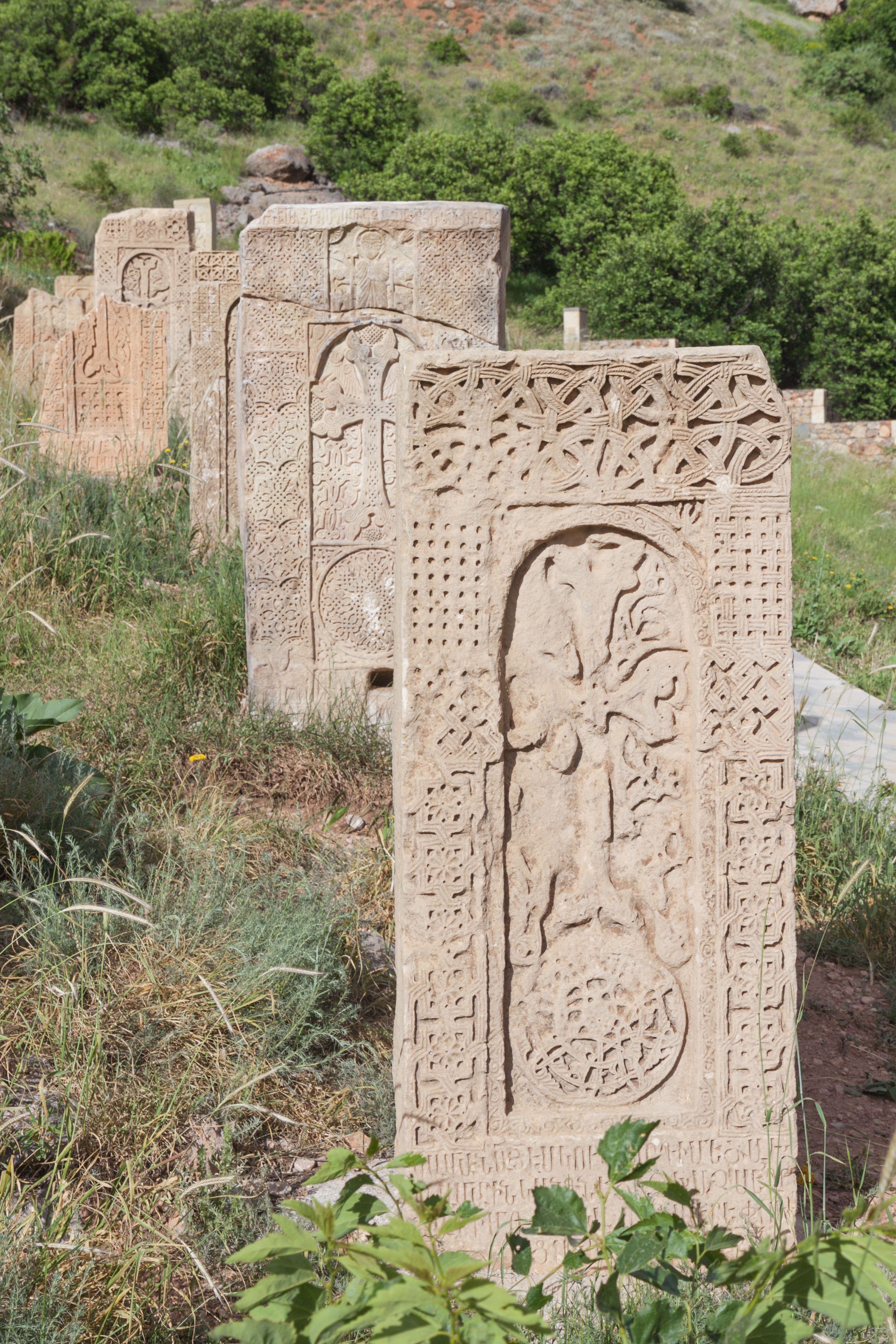
Czaczkary
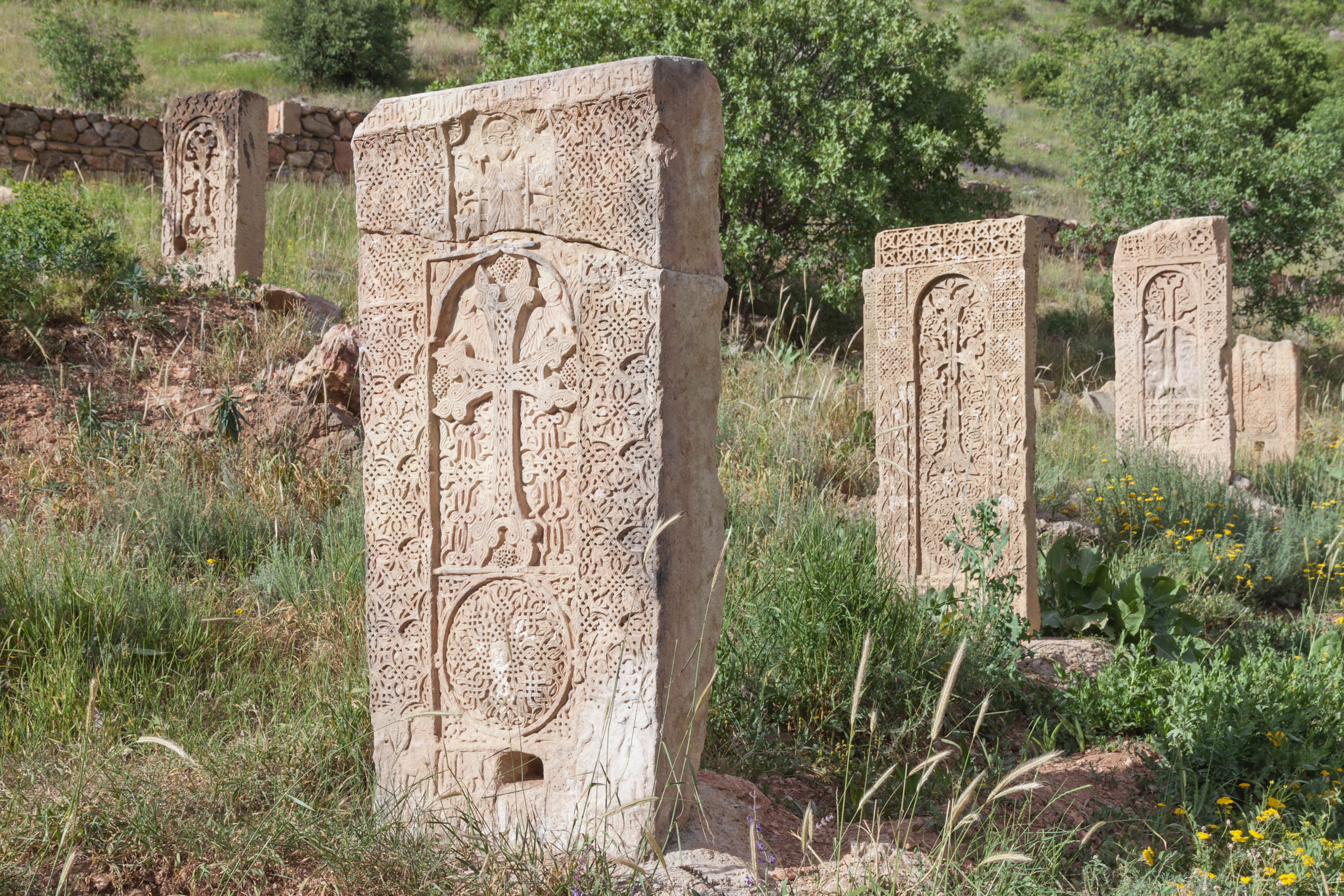
Czaczkary